# Dassa-Zoumé
Dassa-Zoumé este un oraș din departamentul Collines, Benin.